# Phare de la Vieille
Phare de la Vieille oder kurz la Vieille (deutsch: Leuchtturm [von] der Alten bzw. die Alte) ist der Name eines Leuchtturms auf offener See vor der Landspitze Pointe du Raz, an der Westküste der Bretagne im Département Finistère. Er markiert zusammen mit dem Phare de Tévennec und dem nahestehenden kleineren Turm Tourelle de la Plate (auch la Petite Vieille, ‚die kleine Alte‘, genannt) die Durchfahrt zwischen der Pointe du Raz und der Insel Île de Sein. Er war der vorletzte im Meer stehende Leuchtturm Frankreichs, der automatisiert wurde; bis dahin war er ständig von Leuchtturmwärtern besetzt, deren Ablösung aufgrund der Seebedingungen in diesem Gebiet manchmal schwierig war.

## Geschichte

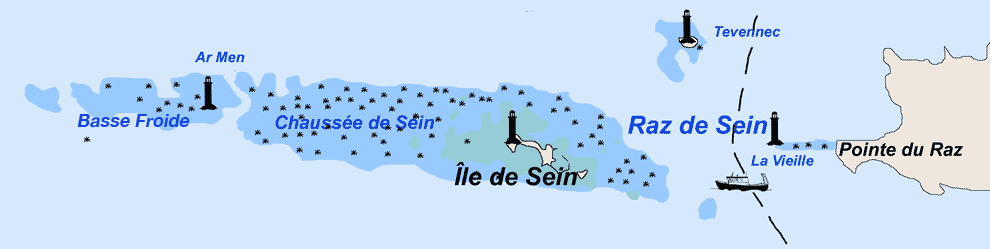
Raz de Sein

Am 30. November 1861 befürwortete die französische Commission des phares den Bau eines Leuchtturms auf dem Felsen „de la Vieille“ (auch Gorlebella, bretonisch: am weitesten entfernter Felsen) vor der Pointe du Raz. 1862 präsentierten Ingenieure einen Vorentwurf, ebenso wie für den in der Nähe geplanten Phare de Tévennec. Die Ausarbeitung von „la Vieille“ wurde jedoch aufgrund anderer Projekte (mit dem Bau von Ar Men wurde eben begonnen) mehrfach verschoben. 1872 entschied sich die Commission, den Bau von „La Vieille“ auf unbestimmte Zeit zu vertagen. Erst 1879, zwei Jahre vor der Fertigstellung von Ar Men, wird das Projekt wieder vorangetrieben, beginnend mit Machbarkeitsstudien. Mittlerweile wurde im Jahre 1875 der Leuchtturm Tevennec in Betrieb genommen, welcher den Mangel an Leuchttürmen in der Gegend um Raz etwas lindern konnte.
1879 wurden die ersten sechs Kubikmeter Baumaterial auf den Felsen gebracht und damit die Möglichkeiten verbessert, mit Schiffen am Felsen anlanden zu können. 1880 begannen Arbeiten an der Plattform, auf der der eigentliche Bau stehen sollte. Die Arbeiten blieben schwierig, da der Fels inmitten von starken Strömungen liegt, die über 6 Knoten erreichen können. Nur an sechs Tagen während des Flutstroms der Nipptide (geringere Strömung bei Halbmond) und bei einigermaßen ruhiger See konnte der Fels angefahren werden. Der projektverantwortliche Ingenieur Victor Fénoux rechnete deswegen, wie schon bei Ar Men, mit lediglich 30 möglichen Anlandungen pro Jahr.
Trotz alledem war der Bau insgesamt einfacher als bei Ar Men, da der Fels mit 50 Metern Länge und 20 Meter Breite deutlich größer ist und selbst bei Hochwasser noch 14 Meter aus dem Wasser ragt. Schließlich konnte eine 20 × 10 Meter umfassende Plattform als Sockel errichtet werden.
Am 5. August 1882 begannen die Arbeiten am Mauerwerk des Untergeschosses. Das Äußere des Turms war 1886, nach drei Jahren, fertiggestellt. Das Mauerwerk wurde mit Zement aus Boulogne-sur-Mer verstärkt, der teils mit Meerwasser und teils mit Süßwasser gemischt wurde. 1887 – das Jahr, das als Jahr der Fertigstellung über der Tür steht – wurden die Innenräume fertiggestellt und am 15. September 1887 leuchtete la Vieille zum ersten Mal.

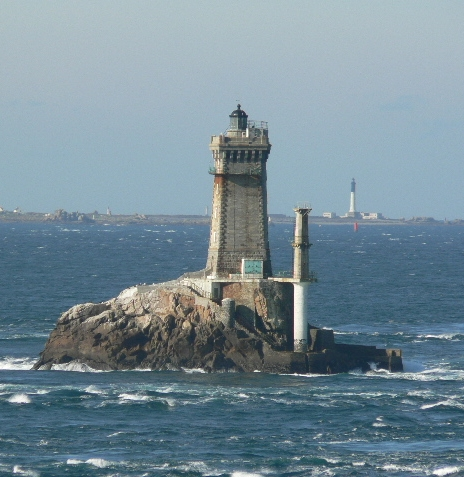
Phare de la Vieille mit Versorgungsturm, im Hintergrund ist der Leuchtturm Sein zu erkennen
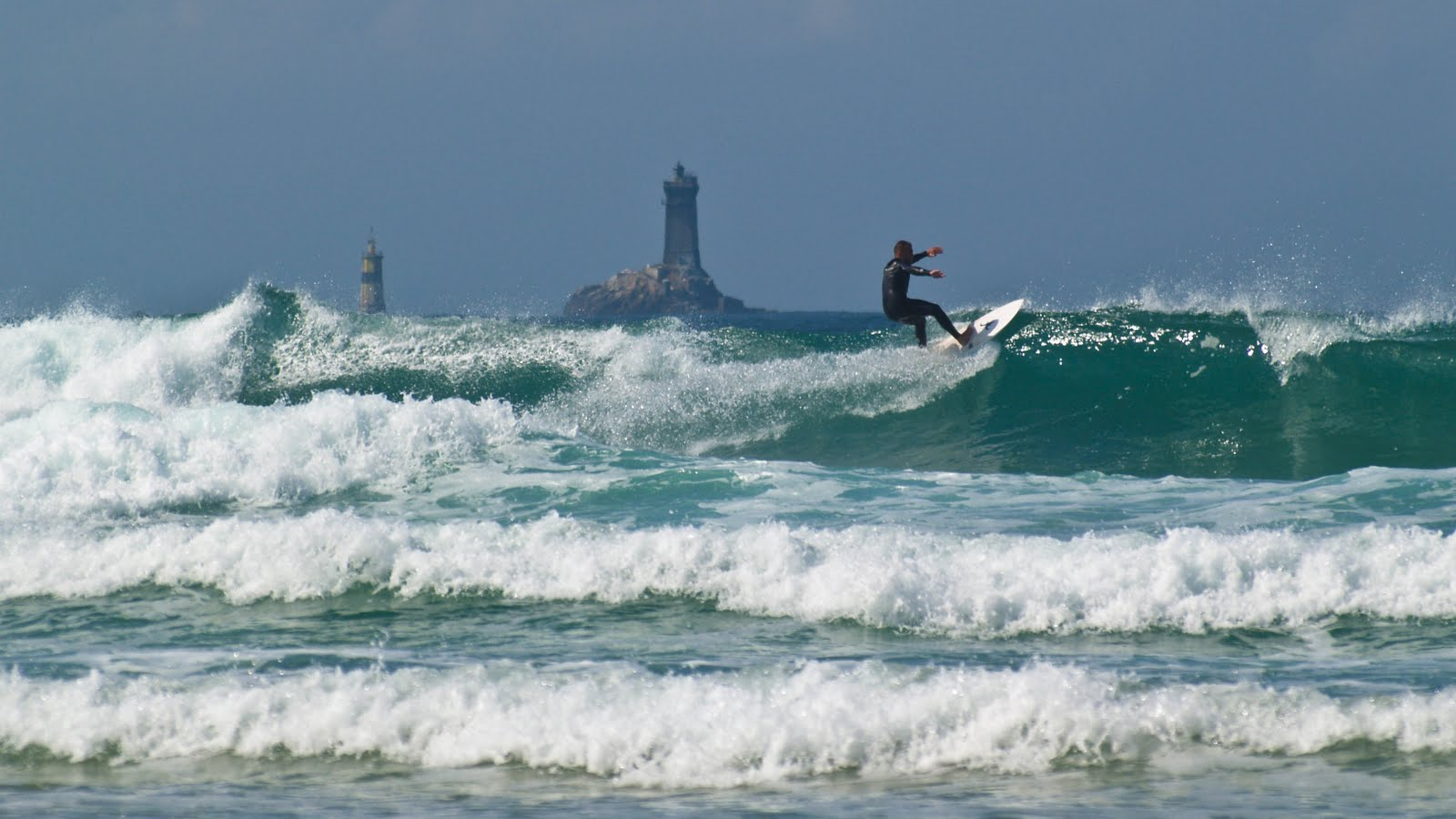
„La Vieille“ und „La Plate“ vom Cap Sizun aus gesehen
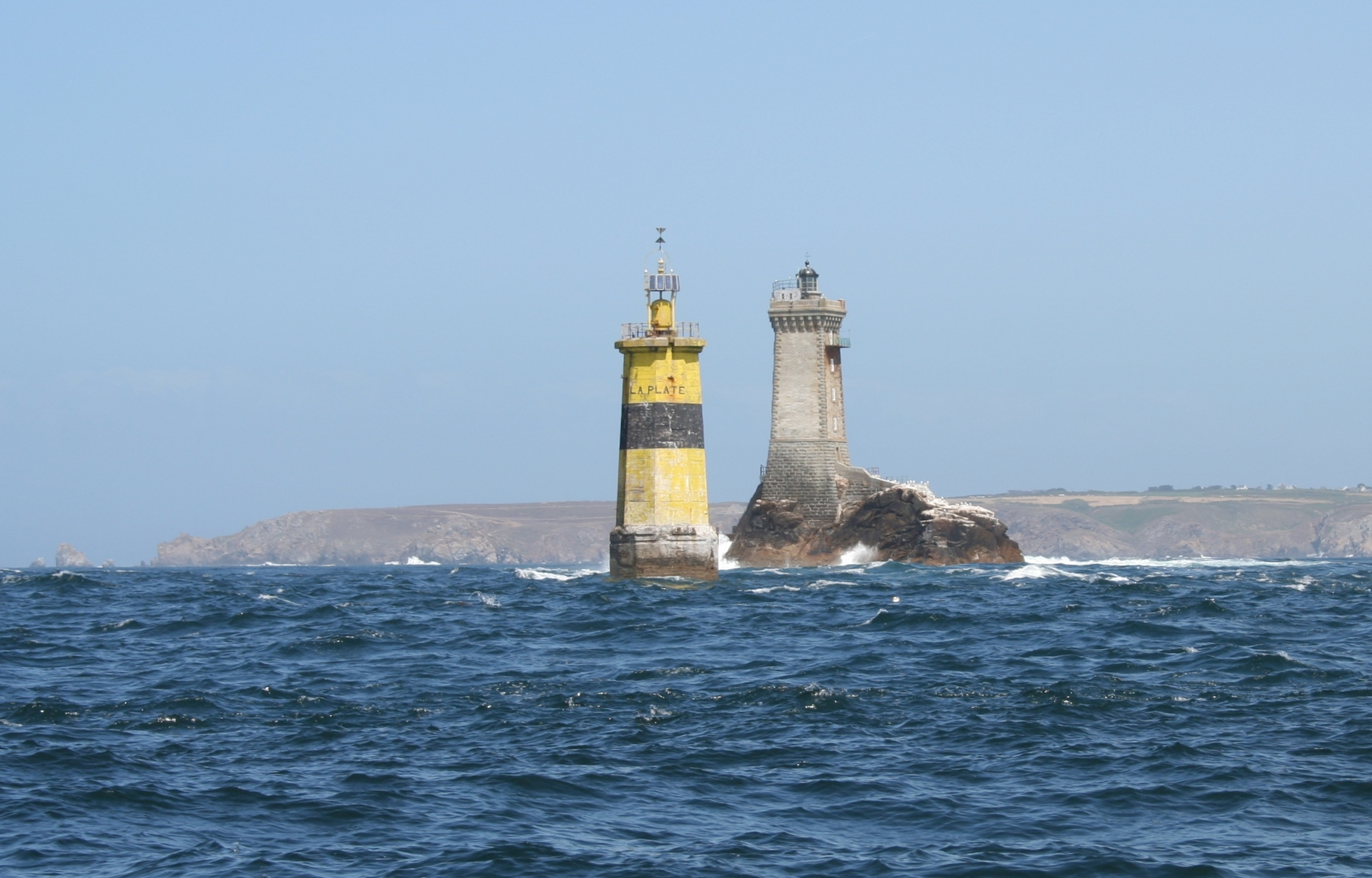
La Vieille und Tourelle de la Plate vom Raz de Sein aus
- „La Vieille“ und „Tourelle de la Plate“ („La Petite Vieille“)
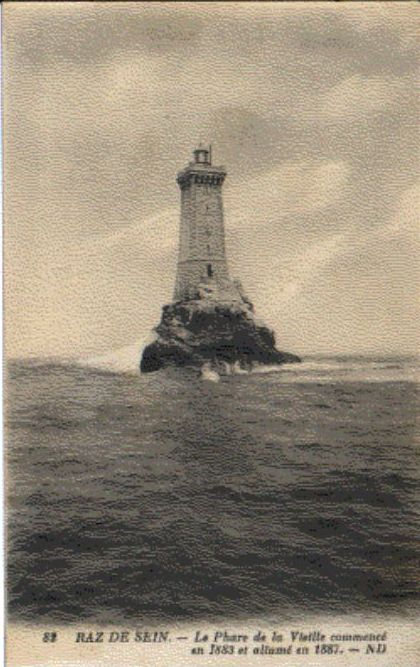
Phare de la Vieille kurz nach Fertigstellung
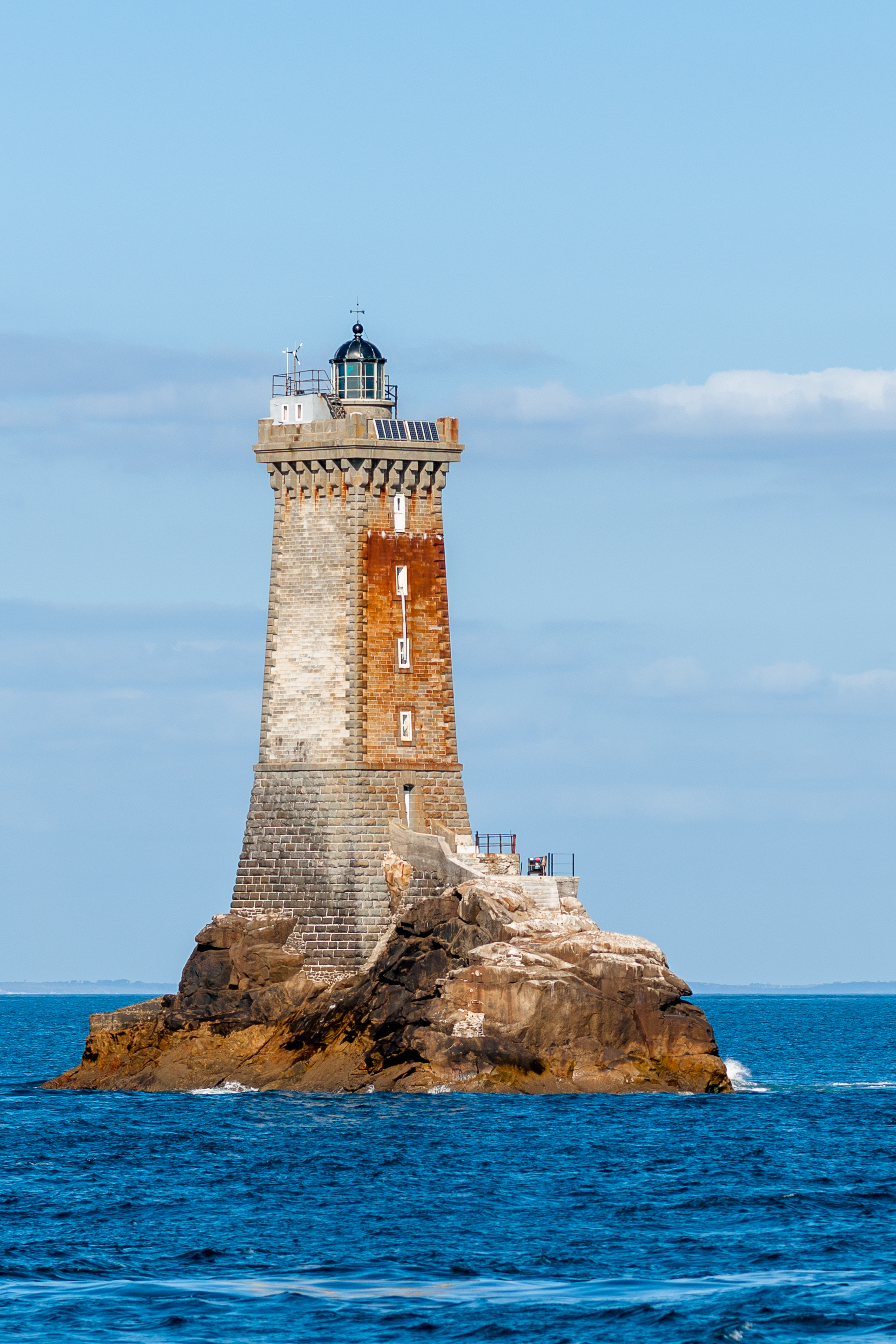
Phare de la Vieille 2015

## Architektur
Das Design ist optisch ansprechend und der Turm lässt sich gut von dem nahegelegenen Phare de Tevennec unterscheiden. Sein Grundriss ist quadratisch, auf der Nordseite leicht abgerundet. Die Signaleinheit wird von einem Zinnenkranz umgeben.
Die unteren Etagen sind im Bossenwerk-, die höheren im Ecksteinstil gefertigt. Die Steinbalustrade wird von einer Konsole gestützt. Die vollkommen eingeschlossene Lichtanlage trägt eine schwarze Zinkkuppel.
Im Inneren befinden sich Wassertanks und Ausrüstungsgegenstände im Erdgeschoss. Darüber befinden sich vier Zimmer mit Benzin- (ursprünglich Diesel-)Tanks, ein Wohnzimmer, eine Küche und ein Schlafzimmer. Unterhalb der Lichtanlage befindet sich ein kleiner Generatorraum.

## Leben im Turm
Der Phare de la Vieille war ständig von zwei Wärtern besetzt, die in der Regel in versetzten Zeiträumen abgelöst wurden. Die Versorgung mit Treibstoff und Lebensmitteln wurde durch die beiden Tender Blodwen und Velléda sichergestellt.
Die Ablösung lief, wie auf anderen französischen Leuchttürmen im Meer, immer nach dem gleichen Schema ab: Der Tender versuchte, so nahe wie möglich an die Felsen heranzukommen. Nachdem eine Verbindung mittels Seil hergestellt war, wurde daran ein Korb befestigt und mit einer Seilwinde (vergleichbar einer Seilbahn) hin- und herbewegt. Zuerst wurde der ablösende Leuchtturmwärter auf den Leuchtturm gezogen, damit dort immer wenigstens zwei Männer waren. Danach wurde der abgelöste Leuchtturmwärter auf das Schiff herabgelassen, dann wurden Lebensmittel, Gepäck usw. transportiert. Aufgrund der starken Strömung und des meist starken Seegangs war dieses Manöver schwierig und gefährlich. Bei starken Stürmen war es teilweise über Wochen unmöglich, die Besatzung abzulösen.

## Kriegsinvalide auf „La Vieille“
Nach dem Ersten Weltkrieg gab es in Frankreich eine große Zahl an Kriegsversehrten. Im Februar 1924 verabschiedete das französische Parlament ein Gesetz, nach dem gewisse Tätigkeiten für Kriegsversehrte reserviert wurden, um ihre Reintegration zu erleichtern. Neben Aufgaben wie Gerichtsdiener, Polizist im Innendienst und Postangestellter wurden Kriegsversehrte aber auch als Leuchtturmwärter eingesetzt, auch auf im Meer gelegenen Leuchttürmen.
Ab 1925 wurden zwei demobilisierte Korsen, Mandolini und Ferracci, auf La Vieille eingesetzt. Madonlini hatte einen Lungendurchschuss und zertrennte Muskeln am linken Arm; Ferracci hatte noch eine Kugel in der Lunge. Zu den üblichen Aufgaben der Leuchtturmwärter gehörte es indes, täglich die 120 Stufen hinauf zum Leuchtfeuer zu steigen, aber auch die ablösenden Kollegen in einer Korbwinde zwischen Schiff und Turm hin- und herzuziehen bzw. selbst diesen Korb zu nutzen. Die beiden Invaliden ließen sich zwar von einem Arzt bescheinigen, für die Aufgabe auf „La Vieille“ nicht geeignet zu sein, die Einreichung der entsprechenden Atteste blieb jedoch ohne Erfolg.
Im Winter 1925/26, als der Oberleuchtturmwärter von La Vieille gerade seinen turnusgemäßen Landurlaub hatte und nur die beiden Invaliden ab dem 2. Dezember bzw. dem 11. Januar im Leuchtturm stationiert waren, verhinderten heftige Stürme mehrere Wochen die reguläre Ablösung. Es gelang lediglich, neue Lebensmittel auf den Turm zu transportieren. Die beiden Wächter hissten schließlich eine schwarze Flagge auf der Turmspitze, ein Notsignal, auf das die Fischer der Region – die für die Ablösung der Leuchtturmwärter zuständig waren – aufgrund des Wetters aber nicht reagieren konnten, da ihnen in der um „La Vieille“ noch immer herrschenden See Schiffbruch drohte.
In diesen Wochen soll mehrfach die Kennung (der zur Identifikation eines Leuchtturms wichtige Rhythmus des Lichts) von „La Vieille“ verändert und das Licht zum Teil sogar ganz ausgefallen sein. Das soll auch in der Nacht des 19. Februar der Fall gewesen sein, als der Schoner Surprise aus der nordbretonischen Stadt Paimpol – wohl aufgrund des fehlenden Orientierungsfeuers – unweit der Stadt Plogoff auf Grund lief. Auch das Nebelhorn des Leuchtturms soll in der betreffenden Nacht still geblieben sein.
Am 21. Februar löste schließlich der Oberleuchtturmwächter mit seinem Sohn, der sich dafür freiwillig gemeldet hatte, die beiden Invaliden ab. Ein Hinübersetzen auf den Turm mit der üblichen Korbwinde war – wohl aufgrund des schlechten Zustands der Invaliden – aber nicht möglich. Daraufhin schwammen die beiden ablösenden Männer an einem Seil, das vom Schiff zur Plattform des Turms hinübergeworfen worden war, durch die Strömung in der winterlichen See zum Turm.
Der Vorfall, der den Weg in die empörte Presse fand, führte dazu, dass Invalide nicht mehr in Leuchttürmen auf See, sondern allenfalls noch in Leuchttürmen an Land eingesetzt wurden.

## Automatisierung
Am 14. November 1995 wurde der Leuchtturm automatisiert. La Vieille war damit der vorletzte im Meer stehende Leuchtturm in Frankreich, der automatisiert wurde. Die vorletzten Leuchtturmwärter hatten gegen die Automatisierung protestiert, indem sie ihre reguläre Ablösung ignorierten, so dass bis zum 14. November ausnahmsweise vier Leuchtturmwärter auf La Veille stationiert waren. Seither wird La Vieille von der Ile de Sein aus betrieben.
Sind heute Ausbesserungsarbeiten nötig, wird der Leuchtturm per Helikopter angeflogen.